# Xã Goodwin, Quận St. Francis, Arkansas
Xã Goodwin (tiếng Anh: Goodwin Township) là một xã thuộc quận St. Francis, tiểu bang Arkansas, Hoa Kỳ. Năm 2010, dân số của xã này là 450 người.